# Rosenauerův dub
Rosenauerův dub je památný strom u Velkých Hydčic, jihozápadně od Horažďovic. Dub letní (Quercus robur) roste v lese za vodárnou u cesty směrem k Práchni, jižně od silnice Horažďovice–Velké Hydčice.  Pojmenován je po Josefu Rosenauerovi, staviteli Schwarzenberského plavebního kanálu. Obvod jeho členitého kmene měří 447–600 cm (měření 2000). Dub je chráněn od roku 2001 pro svůj vzrůst a věk.

## Stromy v okolí
- Hydčická lípa